# Cassandra Peterson
Cassandra Gay Peterson (Manhattan, Kansas, 17 de setembro de 1951), mais conhecida como Cassandra Peterson, é uma personalidade de televisão, atriz, roteirista, dançarina e cantora estadunidense. Ficou mundialmente conhecida por sua notável personagem Elvira.

## Biografia
Nascida em Manhattan, Kansas, Peterson cresceu perto de Randolph, até que a área foi inundada para criar Tuttle Creek Reservoir, sua família mudou-se para Colorado Springs, no Colorado. De acordo com uma entrevista de 2011, Peterson afirma que quando era criança, enquanto outras meninas estavam ocupadas com bonecas Barbie, ela era mais fascinada pelo terror, com brinquedos do tema. Durante a sua adolescência Peterson trabalhou como dançarina go-go em um bar gay local.
Ela se formou em Geral J. Palmer William High School em 1969. Dias depois de formada, dirigiu até Las Vegas, Nevada, onde se tornou uma dançarina e conheceu Elvis Presley.

## Carreira
Em 1971 teve um pequeno papel como uma dançarina no filme 007, Diamonds Are Forever.
Interpretou uma dançarina de topless em The Working Girls (1974).
Supostamente posou para a capa do álbum de Tom Waits, de 1976, Small Change. Esta história é, aparentemente, não verificada, no entanto, como Peterson, desde então, o descreveu como "um mistério gigante", alegando que, apesar de ela não ter memória do evento, a imagem se parece bastante com ela; que sente "quase certeza" se tratar de si.

## Vida pessoal
Peterson é vegetariana  e apareceu em um anúncio humorístico de Halloween para a PETA, promovendo uma dieta vegetariana.
Em uma entrevista de 2008, Peterson revelou ter perdido a virgindade com o cantor Tom Jones, e que precisou levar pontos devido a ele ser um amante agressivo. 
Ela se casou com seu gerente pessoal, Mark Pierson, em 1981. Eles tiveram uma filha, Sadie Pierson (nascida em 12 de outubro de 1994), e se divorciaram em 14 de fevereiro de 2003.
Em uma entrevista em outubro de 2016 com Chris Hardwick no The Nerdist Podcast, Peterson revelou que foi escaldada em mais de 35% do seu corpo em um acidente de cozinha, quando ela tinha apenas um ano e meio de idade. Ela disse que foi provocada na escola por causa de suas cicatrizes e brincou dizendo que a fantasia de Elvira "mostrava apenas os bons pedaços".

## Filmografia
- Diamonds Are Forever (1971), pequeno papel como dançarina
- Roma (1972), pequeno papel como dançarina
- The Working Girls (1974)
- Cheech & Chong's Next Movie (1980)
- Movie Macabre (1981), apresentadora
- Jekyll and Hyde... Together Again (1982), como Busty Nurse
- Stroker Ace (1983)
- The Fall Guy
- Pee-wee's Big Adventure (1985)
- ThrillerVideo (1985)
- WrestleMania 2 (1986), comentadora convidada
- Echo Park (1986)
- Elvira's Halloween Special (1986)
- Allan Quatermain and the Lost City of Gold (1987), como a vilã Queen Sorais
- Elvira, Mistress of the Dark (1988), protagonista e co-roterista
- The Super Mario Bros. Super Show! (1989), como ela mesma
- Parker Lewis Can't Lose - episódio 19 (1992), como Elvira
- The Elvira Show (1993), episódio piloto da CBS co-estrelada com Katherine Helmond.[4]
- Helicopters with Elvira (1993–1995)
- The Ketchup Vampires (1995)
- Space Ghost Coast to Coast, episódio 27 (1996), como Elvira
- Draw Your Own Toons (1998)
- Elvira's Ghost Stories Spooktacular (1999)
- The Martin Short Show (1999), como Elvira
- The Howard Stern Radio Show (1999), episódio 19
- Bride of Monster Mania (2000) (TV)
- Scares & Dares (2001) (TV)
- Elvira's Haunted Hills (2001)
- The E! True Hollywood Story (2004), apresentadora
- The Tony Danza Show (2004)
- Monsterama: A Tribute to Horror Hosts (2004) (TV)
- Elvira's Box of Horrors (2004), coletânea em DVD
- Red Riding Hood (2004)
- I Love the '80s VH1
- I Love the Holidays (2005) (TV)
- I Love the '80s 3-D (2005), VH1
- Playboy Presents: Hef's Halloween Spooktacular (2005), apresentadora
- TV1 (2005), Peterson (creditada como Elvira) hosted a show on Australian-based cable TV channel TV1; the format was similar to her old show.
- The Secret Life of Superfans (2006)
- Vampira: The Movie (2006)
- I Love the '70s: Volume 2 (2006), VH1
- Living in TV Land (2006)
- Elvira's Movie Macabre (2006)
- The Girls Next Door (2006)
- The Search for the Next Elvira (2007), reality show da Fox Reality[5]
- Medium (2009), pequeno papel como Elvira
- The Haunted World of El Superbeasto (2009), como Amber
- Como personagem para download no jogo Pain (2009)[6]
- All About Evil (2010)
- Elvira's Movie Macabre (2010), apresentadora
- Last Man Standing (2011), como  Elvira
- Elvira's Not a Witch (2010), um vídeo de 45 segundos para a campanha da candidata Christine O'Donnell ao Senado americano.
- RuPaul's Drag Race (2012), como jurada no primeiro episódio

## Discografia

### Álbuns de estúdio
- Elvira and the Vitones 3-D TV (Rhino Records, 1982)
- Vinyl Macabre (Rhino Records, 1983)
- Elvira Presents, Haunted Hits (Rhino Records, 1987)
- Elvira Presents, Monster Hits (Rhino Records, 1994)
- Elvira Presents Revenge of the Monster Hits (Rhino Records, 1995)

### Coletâneas
- Elvira's Gravest Hits (Shout! Factory, 2010)

## Prêmios e indicações

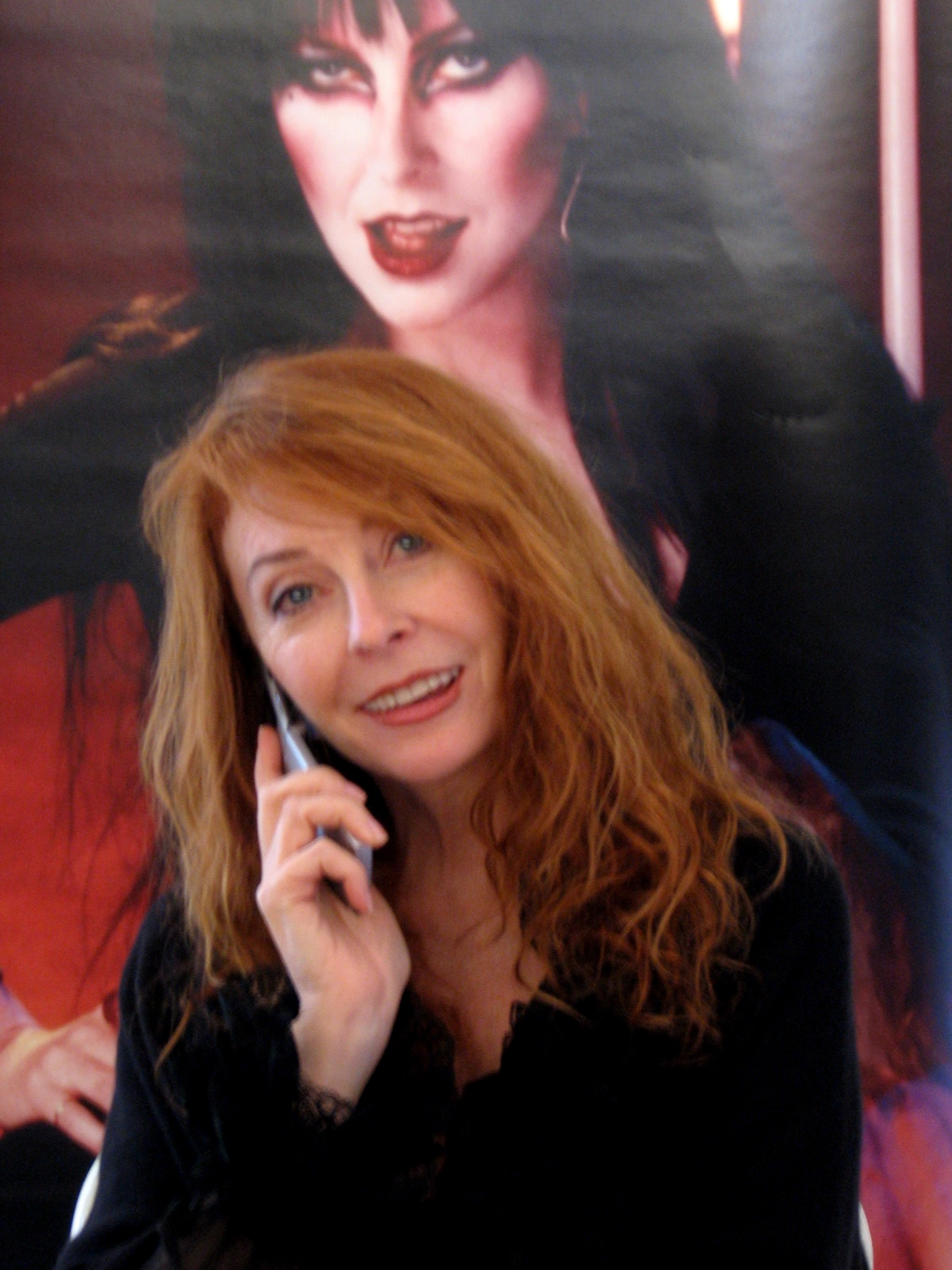
Cassandra Peterson à frente do cartaz do filme Elvira, a Rainha das Trevas, em 2005

### Prêmios
Los Angeles Silver Lake Film Festival
- Prêmio Spirit of Silver Lake: 2001[7]

### Indicações

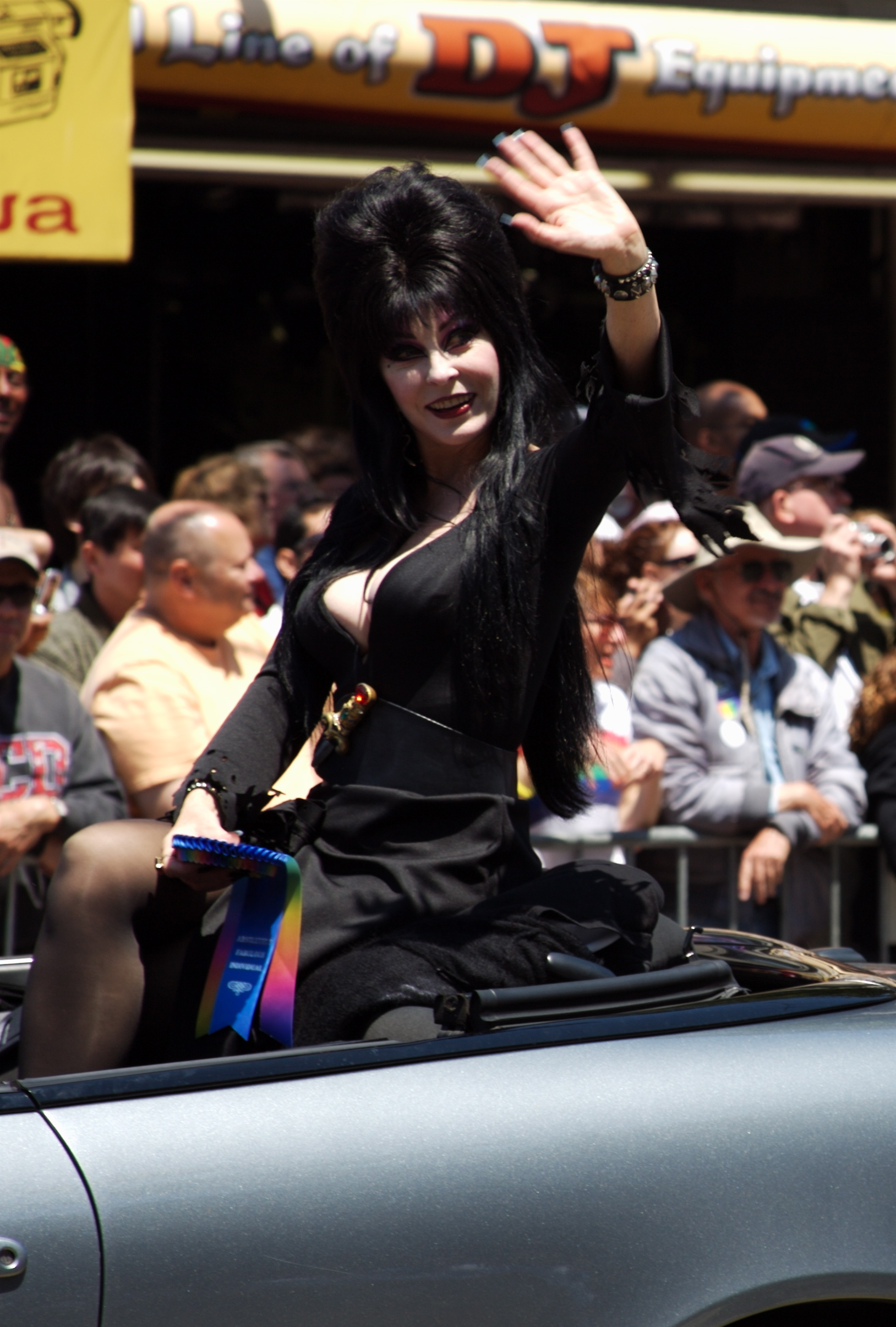
Peterson, vestida como Elvira, desfila na parada do orgulho gay de San Francisco em 2006

Saturn Awards
- Melhor atriz: 1990[8]

 Framboesa de Ouro
- Pior atriz: 1988[9]